# Nickson Mwase
Nickson John Mwase (ur. 20 lutego 1997 w Mzimbie) – piłkarz malawijski grający na pozycji środkowego obrońcy. Od 2020 jest zawodnikiem klubu Silver Strikers FC.

## Kariera klubowa
Swoją karierę piłkarską Mwase rozpoczął w klubie Moyale Barracks FC, w którym w sezonie 2014 zadebiutował w pierwszej lidze malawijskiej. W debiutanckim sezonie został z nim wicemistrzem Malawi. W latach 2016-2018 występował w Tigers FC, a w sezonie 2019 w Civil Service United FC. W 2020 przeszedł do Silver Strikers FC. W sezonach 2020/2021 i 2023 wywalczył z nim dwa wicemistrzostwa kraju.

## Kariera reprezentacyjna
W reprezentacji Malawi Mwase zadebiutował 13 lipca 2021 w zremisowanym 1:1 meczu Pucharu COSAFA 2021 z Namibią, rozegranym w Port Elizabeth.